# Хеймдалур
Хéймдалур (на староисландски Heimdallr) е най-старият измежду боговете ауси (ás, мн.ч. æsir).
Той е роден едновременно от девет майки или девет сестри и най-разпространеното мнение е, че това са дъщерите на морския бог Айгир (Ægir). Според друга версия, деветте великанки, майки на Хéймдалур, символизират деветте свята в Староскандинавската митология. Хéймдалур има превъзходно зрение (вижда еднакво добре през деня и нощта) и слух (чува как расте тревата и вълната по овцете). Със златния си рог Гятлархортн Хéймдалур ще оповести за боговете-ауси настъпването на Рагнарьок и то така, че звукът от рога ще бъде чут във всичките девет свята. В битката при Рагнарьок Хéймдалур ще загине, като взаимно се погубват с Локи.
От Хéймдалур произлизат социалните класи в човешкото общество. Кенингът за хората като „синове на Хéймдалур” се среща само в „Предсказанието на Пророчицата“ и обикновено се интерпретира във връзка с въведението към поемата „Балада за Ригур“ (Rígsþula), където се разказва, как Хéймдалур (Ригур) слиза сред хората, посещава домовете на различни двойки, вечеря с тях като им дава мъдри съвети и преспива между съпрузите по три нощи, а децата, които се раждат след това, са първите хора от новите класи.